# 颜标
颜标（?—?），唐朝狀元。
出身貧寒，宣宗大中八年（854年）狀元，主考官是鄭薰，同科的還有李頻及劉滄。當時鄭薰誤認顏標為顏真卿後代，故以顏標為狀元。顏標向主司謝恩時，鄭薰問起他家廟院（祭祀祖先的祠堂），颜标說家貧未嘗有廟院。鄭薰才知道顏標與魯郡公顏真卿並無瓜葛。時人諷之：“主司頭腦太冬烘，錯認顏標作魯公。”